# Oreo
Oreo (OREO i företagets marknadsföring) är ett dubbelt chokladkex med fyllning och tillverkas av Mondelēz International. Oreo finns i mängder av varianter världen över och är det bäst säljande kexet i världen.
Det finns en gata i New York som kallas för Oreo Way. Den ligger på Ninth Avenue, mellan 15th Street och 16th Street  på samma plats som den första Nabisco-fabriken låg. Där tillverkades det första Oreo-kexet år 1912.
Det finns olika teorier om hur Oreo fick sitt namn, men inte ens tillverkaren vet vad som är sant. Slogan är: Vrid. Slicka. Doppa.